# The 1619 Project

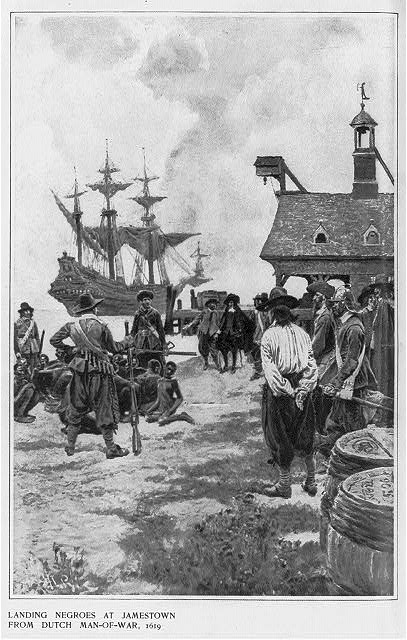
Una ilustración de 1901 del desembarco de los primeros africanos en Virginia. El León Blanco se ve anclado al fondo.

The 1619 Project (en español: «El Proyecto 1619») es un proyecto de periodismo de larga duración desarrollado por Nikole Hannah-Jones, escritores de The New York Times y The New York Times Magazine, que "tiene como objetivo replantear la historia del país colocando las consecuencias de la esclavitud y las contribuciones de los afroamericanos en el centro mismo de la narrativa nacional de los Estados Unidos ". El proyecto se publicó por primera vez en The New York Times Magazine en agosto de 2019 con motivo del 400 aniversario de la llegada de los primeros africanos esclavizados a la colonia inglesa de Virginia. Estos fueron también los primeros africanos en el territorio continental de la América británica, aunque los africanos habían estado presentes en otras partes de América del Norte desde el año 1500. El proyecto incluyó posteriormente un artículo de prensa, eventos en vivo y un podcast.
El proyecto ha provocado críticas y debate entre destacados historiadores y comentaristas políticos. En una carta publicada en The New York Times en diciembre de 2019, los historiadores Gordon S. Wood, James M. McPherson, Sean Wilentz, Victoria Bynum y James Oakes expresaron "fuertes reservas" sobre el proyecto y solicitaron correcciones fácticas, acusando al proyecto de poner la ideología antes que la comprensión histórica. En respuesta, Jake Silverstein, editor de The New York Times Magazine, defendió la precisión del Proyecto 1619 y se negó a emitir correcciones En marzo de 2020, The Times emitió una "aclaración", modificando uno de los pasajes sobre el papel de la esclavitud en la Revolución Estadounidense que había desatado la polémica.
La creadora del proyecto Nikole Hannah-Jones recibió el Premio Pulitzer de comentario 2020 por su ensayo introductorio al Proyecto 1619.
En septiembre de 2020, surgió la polémica sobre los cambios que el Times había introducido en el texto publicado sin acompañar las notas editoriales. Según algunos críticos, entre ellos Bret Stephens del Times, afirmaron que las diferencias mostraban que el periódico se estaba echando atrás en algunas de las afirmaciones más controvertidas de la iniciativa. The Times defendió sus prácticas.

## Fondo
El Proyecto 1619 se lanzó en agosto de 2019 para conmemorar el 400 aniversario de la llegada de los primeros africanos esclavizados a la Virginia colonial . En 1619, un grupo de "veinte y tantos" africanos cautivos llegó a la colonia de Virginia . Un corsario operado por los holandeses , White Lion, llevó a 20-30 africanos que habían sido capturados por una incursión conjunta africano-portuguesa contra el Reino de Ndongo en la actual Angola, haciendo su desembarco en Point Comfort en la colonia inglesa de Virginia .
Si bien el Proyecto ubica este momento en el contexto de la esclavitud en la historia colonial de los Estados Unidos, algunos han cuestionado esto, cuestionando si esos 1619 llegados se convirtieron en esclavos, llamando la atención sobre el entremezclado con los ingleses y los nativos y la creación de una comunidad de personas de ascendencia africana. Otros han señalado que los primeros africanos esclavizados llegaron a América del Norte en 1526, que la esclavitud en América del Norte existía antes de la llegada de los europeos, y que la esclavitud europea en el Nuevo Mundo está documentada desde Colón en 1494., posiblemente ya en 1493.

## Proyecto
El proyecto dedicó un número de la revista a un reexamen del legado de la esclavitud en los Estados Unidos, en el aniversario de la llegada de los primeros esclavos a Virginia en 1619, desafiando la noción de que la historia de los Estados Unidos comenzó en 1776. o con la llegada de los Peregrinos . La iniciativa se convirtió rápidamente en un proyecto más grande. El proyecto abarca varios números de la revista, con materiales relacionados en muchas otras publicaciones del Times, así como un plan de estudios del proyecto desarrollado en colaboración con el Pulitzer Center, para su uso en las escuelas.  El proyecto empleó a un panel de historiadores y contó con el apoyo del Smithsonian, para la verificación de datos, la investigación y el desarrollo. El proyecto se concibió con la condición de que casi todas las contribuciones fueran de contribuyentes afroamericanos, considerando la perspectiva de los escritores negros como un elemento esencial de la historia que se contará.

### Número de la revista del 14 de agosto de 2019
La primera edición, que apareció en The New York Times Magazine el 14 de agosto de 2019, se publicó en 100 páginas con diez ensayos, un ensayo fotográfico y una colección de poemas y ficción de 16 escritores adicionales y una introducción de Jake. Silverstein, incluyó las siguientes obras:
- "America Wasn't a Democracy Until Black Americans Made It One", essay by Nikole Hannah-Jones
- "American Capitalism Is Brutal. You Can Trace That to the Plantation", essay by Matthew Desmond
- "How False Beliefs in Physical Racial Difference Still Live in Medicine Today", essay by Linda Villarosa
- "What the Reactionary Politics of 2019 Owe to the Politics of Slavery", essay by Jamelle Bouie
- "Why Is Everyone Always Stealing Black Music?", essay by Wesley Morris
- "How Segregation Caused Your Traffic Jam", essay by Kevin Kruse
- "Why Doesn't America Have Universal Healthcare? One Word: Race", essay by Jeneen Interlandi
- "Why American Prisons Owe Their Cruelty to Slavery", essay by Bryan Stevenson
- "The Barbaric History of Sugar in America", essay by Khalil Gibran Muhammad
- "How America's Vast Racial Wealth Gap Grew: By Plunder", essay by Trymaine Lee
- "Their Ancestors Were Enslaved by Law. Now They're Lawyers", photo essay by Djeneba Aduayom, with text from Nikole Hannah-Jones and Wadzanai Mhute
- "A New Literary Timeline of African-American History", a collection of original poems and stories

- - Clint Smith sobre el pasaje del medio
  - Yusef Komunyakaa sobre Crispus Attucks
  - Eve L. Ewing sobre Phillis Wheatley
  - Reginald Dwayne Betts sobre la Ley de esclavos fugitivos de 1793
  - Barry Jenkins sobre la rebelión de Gabriel
  - Jesmyn Ward sobre la ley que prohíbe la importación de esclavos
  - Tyehimba Jess sobre Black Seminoles
  - Darryl Pinckney sobre la Proclamación de Emancipación de 1863
  - ZZ Packer sobre la masacre de Nueva Orleans de 1866
  - Yaa Gyasi sobre el experimento de sífilis de Tuskegee
  - Jacqueline Woodson sobre el sargento. Isaac Woodard
  - Joshua Bennett sobre la fiesta de las panteras negras
  - Lynn Nottage sobre el nacimiento del hip-hop
  - Kiese Laymon sobre el Rev. Discurso de la " coalición arcoíris " de Jessie Jackson
  - Clint Smith en el Superdome después del huracán Katrina

Una de las afirmaciones centrales de Hannah-Jones es que los colonos lucharon en la Guerra Revolucionaria para preservar la esclavitud. La afirmación se suavizó más tarde a "algunos" de los colonos que habían luchado para preservar la esclavitud. Los ensayos analizan más detalles de la historia y de la sociedad estadounidense moderna, como los atascos de tráfico y la afinidad estadounidense por el azúcar, y sus conexiones con la esclavitud y la segregación. El ensayo de Matthew Desmond sostiene que la esclavitud ha moldeado el capitalismo moderno y las normas laborales. El ensayo de Jamelle Bouie establece paralelismos entre la política a favor de la esclavitud y la política moderna de derecha. Bouie sostiene que Estados Unidos todavía no ha abandonado la suposición de que algunas personas merecen intrínsecamente más poder que otras.

### Material y actividades de acompañamiento
La edición de la revista estuvo acompañada de una sección especial en el periódico dominical, en asociación con el Smithsonian, que examina los inicios de la trata transatlántica de esclavos, escrita por Mary Elliott y Jazmine Hughes . A partir del 20 de agosto, comenzó una serie de audio de varios episodios titulada "1619", publicada por The Daily, el podcast de noticias matutino del Times . La sección de deportes del domingo tenía un ensayo sobre el impacto de la esclavitud en los deportes profesionales en los Estados Unidos: "¿Está el legado de la esclavitud en la dinámica de poder de los deportes?" . The Times planea llevar el proyecto a las escuelas, con el Plan de estudios del Proyecto 1619 desarrollado en colaboración con el Centro Pulitzer . Se imprimieron cientos de miles de copias adicionales del número de la revista para distribuirlas en escuelas, museos y bibliotecas.
El Pulitzer Center on Crisis Reporting ha puesto a disposición planes de lecciones en línea gratuitos, está recopilando más planes de lecciones de los maestros y ayuda a organizar la visita de los oradores a las clases. El Centro considera que la mayoría de las lecciones pueden ser utilizadas por todos los grados desde la escuela primaria hasta la universidad.

## Recepción

### Reacción de los historiadores
A partir de octubre de 2019, el World Socialist Web Site publicó una serie de entrevistas con destacados historiadores críticos del Proyecto 1619, incluidos Victoria E. Bynum, James M. McPherson, Gordon S. Wood, James Oakes, Richard Carwardine y Clayborne Carson . En un ensayo para The New York Review of Books, el historiador Sean Wilentz acusó al Proyecto 1619 de cinismo por su retrato de la Revolución Americana, la Guerra Civil y Abraham Lincoln, que según Wilentz es "presentado como un supremacista blanco". 
En una carta de diciembre de 2019 publicada en The New York Times, los historiadores Gordon S. Wood, James M. McPherson, Sean Wilentz, Victoria Bynum y James Oakes expresaron "fuertes reservas" sobre el proyecto y solicitaron correcciones fácticas, acusando a los autores de " desplazamiento de la comprensión histórica por la ideología ". La carta disputaba la afirmación, hecha en el ensayo introductorio de Hannah-Jones al Proyecto 1619, de que "una de las principales razones por las que los colonos decidieron declarar su independencia de Gran Bretaña fue porque querían proteger la institución de la esclavitud". El Times publicó la carta junto con una refutación del editor en jefe de la revista, Jake Silverstein, quien defendió la precisión del Proyecto 1619 y se negó a emitir correcciones. Wood respondió en una carta: "No conozco a ningún colono que dijera que querían la independencia para preservar a sus esclavos. . . . Ningún colono expresó su alarma de que la madre patria se propusiera abolir la esclavitud en 1776 " En un artículo de The Atlantic, Wilentz respondió a Silverstein, escribiendo: "Ningún esfuerzo por educar al público con el fin de promover la justicia social puede permitirse prescindir del respeto por los hechos básicos", y cuestionando la precisión fáctica de la defensa del proyecto por parte de Silverstein. .
También en diciembre de 2019, doce académicos y politólogos especializados en la guerra civil estadounidense enviaron una carta al Times diciendo que "El Proyecto 1619 ofrece una visión históricamente limitada de la esclavitud". Si bien estuvieron de acuerdo con la importancia de examinar la esclavitud estadounidense, objetaron lo que describieron como la descripción de la esclavitud como un fenómeno exclusivamente estadounidense, a interpretar la esclavitud como una empresa capitalista y a presentar citas fuera de contexto de una conversación entre Abraham Lincoln. y "cinco estimados hombres negros libres". Al mes siguiente, el editor del Times, Jake Silverstein, respondió con una refutación.
En enero de 2020, la historiadora Dra. Susan Parker, que se especializa en los estudios de los Estados Unidos Coloniales en Flagler College, señaló que la esclavitud existía antes que cualquiera de las 13 Colonias . Escribió en un editorial de The St. Augustine Record que "El asentamiento conocido como San Miguel de Gualdape duró unas seis semanas desde finales de septiembre de 1526 hasta mediados de noviembre. El historiador Paul Hoffman escribe que los esclavos de San Miguel se rebelaron y prendieron fuego a algunas casas de los españoles "  En USA Today, varios historiadores, entre ellos Parker, la arqueóloga Kathleen A. Deagan, también de Flagler, y el historiador y activista de derechos civiles David Nolan, coincidieron en que la esclavitud estuvo presente décadas antes del año 1619. Según Deagan, la gente "ha pasado sus carreras tratando de corregir la creencia errónea", y Nolan dijo que al ignorar el acuerdo anterior, los autores estaban "robando la historia negra". 
En marzo de 2020, la historiadora Leslie M. Harris, que fue consultada para el Proyecto, escribió en Politico que había advertido que la idea de que la Revolución Americana se libró para proteger la esclavitud era inexacta y que el Times cometió errores evitables, pero que el proyecto fue "un correctivo muy necesario para las historias de celebración ciega". Hannah-Jones también ha dicho que defiende la afirmación de que la esclavitud ayudó a impulsar la revolución, aunque admite que podría haberlo expresado con demasiada fuerza en su ensayo, de una manera que podría dar a los lectores la impresión de que el apoyo a la esclavitud era universal.  El 11 de marzo de 2020, Silverstein fue autor de una "actualización" en la forma de una "aclaración" en la página web ' The Times, corrigiendo el ensayo de Hannah-Jones a afirmar que 'la protección de la esclavitud era una motivación principal para algunos de los colonos'. Esta "aclaración" fue supuestamente motivada por una advertencia privada a Silverstein por parte de la politóloga y clasicista de Harvard Danielle Allen de que podría hacer públicas sus críticas si no se corrigía el pasaje sobre la revolución.

### Revisión de reclamaciones iniciales
En septiembre de 2020, la escritora principal del Proyecto 1619, Nikole Hannah-Jones, criticó a los conservadores por su descripción del proyecto, argumentando que "no argumenta que 1619 es nuestra verdadera fundación".  El escritor atlántico Conor Friedersdorf respondió en Twitter citando declaraciones de Hannah-Jones argumentando que 1619 fue la verdadera fundación de la nación.  Philip Magness señaló en un Quillette ensayo que la afirmación de que el proyecto destinado a "replantear la historia del país, la comprensión de 1619 como nuestra verdadera fundación" había sido eliminado del texto de apertura de la página del proyecto en el sitio del New York Times ' un aviso de corrección que acompaña . Magness argumentó que esto mostraba que el Times estaba revisando silenciosamente su posición. Esta sustitución no anunciada fue denunciada por la conservadora Asociación Nacional de Académicos, que publicó una carta pública en reacción al cambio, solicitando la revocación del Premio Pulitzer del proyecto.
En respuesta a las críticas, Hannah-Jones dijo que el argumento sobre la fecha de la fundación en 1619 era evidentemente metafórico. En una columna de opinión del New York Times, Bret Stephens escribió: "Estos no fueron puntos menores. Las afirmaciones eliminadas fueron al núcleo del objetivo más controvertido del proyecto, 'reformular la historia estadounidense considerando lo que significaría considerar 1619 como el año de nacimiento de nuestra nación' ", y argumentaron que" la cuestión de las prácticas periodísticas, sin embargo, plantea más dudas sobre las premisas centrales del Proyecto 1619 ".  Esta columna generó tensión dentro del Times y provocó declaraciones del editor ejecutivo del Times , Dean Baquet, el editor AG Sulzberger y el editor de la revista New York Times , Jake Silverstein, en apoyo del Proyecto 1619. Respondiendo a las críticas, Hannah-Jones escribió en Twitter: "Aquellos que han querido actuar como si los tweets / discusiones sobre el proyecto tuvieran más peso que las palabras reales del proyecto no pueden tomarse de buena fe", y que "Aquellos que apuntar a ediciones de anuncios publicitarios digitales pero ignorar el texto sin cambios del proyecto real no se puede tomar de buena fe ". 

### Motivaciones para la revolución estadounidense
Una controversia significativa se había centrado en la afirmación del proyecto de que "una de las principales razones por las que los colonos decidieron declarar su independencia de Gran Bretaña fue porque querían proteger la institución de la esclavitud". Según el profesor de la Universidad de Princeton Sean Wilentz, la afirmación de que había una "amenaza británica perceptible a la esclavitud estadounidense en 1776" es una afirmación ahistórica, señalando que el movimiento abolicionista británico era prácticamente inexistente en 1776. Wilentz también criticó la mención del proyecto del caso Somerset v Stewart para apoyar su argumento, ya que solo se refería a la esclavitud en Inglaterra, pero no tuvo ningún efecto en las colonias estadounidenses.  Wilentz señaló además que el proyecto afirma que "si la Revolución hubiera provocado el fin de la trata de esclavos, esto habría trastornado la economía de las colonias, tanto en el Norte como en el Sur", no consideró los numerosos intentos de ilegalizar o imponer derechos prohibitivos sobre la trata de esclavos por parte de varias colonias desde 1769 hasta 1774.  En defensa de las afirmaciones del proyecto, Silverstein afirmó que el caso de Somerset causó "sensación" en los informes estadounidenses. Sin embargo, según Wilentz, la decisión fue informada por solo seis periódicos de las colonias del sur, y el tono de la cobertura fue indiferente.

### Reacción periodística
El Proyecto 1619 recibió críticas positivas de Alexandria Neason en la Columbia Journalism Review, y de Ellen McGirt en la revista Fortune, que declaró el proyecto "amplio y colaborativo, inquebrantable y perspicaz" y un "correctivo dramático y necesario para la mentira fundamental de la historia del origen estadounidense ".
Andrew Sullivan criticó el proyecto como una perspectiva importante que necesitaba ser escuchada, pero presentada de manera sesgada bajo el disfraz de objetividad. Al escribir en The Week, Damon Linker encontró que el tratamiento de la historia del Proyecto 1619 era "sensacionalista, reduccionista y tendencioso". Timothy Sandefur consideró que el objetivo del proyecto era digno, pero observó que los artículos salían mal persistentemente al intentar conectar todo con la esclavitud. En la National Review, Phillip W. Magness escribió que el Proyecto proporciona una historia económica distorsionada tomada de la "mala erudición" de la Nueva Historia del Capitalismo (NHC), y Rich Lowry escribió que el ensayo principal de Hannah-Jones omite hechos desagradables sobre la esclavitud, difama la Revolución, distorsiona la Constitución y tergiversa la época de la fundación y Lincoln. El World Socialist Web Site criticado lo que consideran sus editores reaccionaria motivado políticamente 'falsificación de la historia' que se centra en torno erróneamente racial más que el conflicto ' clase ' los tiempos,. El politólogo marxista Adolph L. Reed Jr. descartó el Proyecto 1619 como "la apropiación del pasado en apoyo de cualquier tipo de historias sobre el presente que se deseen".

### Reacción política
La publicación del proyecto recibió reacciones variadas de personalidades políticas. La senadora demócrata Kamala Harris elogió el proyecto en un tuit, declarando "El Proyecto # 1619 es un cálculo poderoso y necesario de nuestra historia. No podemos entender y abordar los problemas de hoy sin decir la verdad sobre cómo llegamos aquí ".

Por otro lado, varios conservadores de alto perfil criticaron el proyecto. El expresidente de la Cámara de Representantes, Newt Gingrich, por ejemplo, criticó el proyecto como "propaganda de lavado de cerebro" en un tuit, y luego escribió un artículo de opinión caracterizándolo como "propaganda de izquierda disfrazada de 'la verdad '  . El senador republicano Ted Cruz también lo equiparó con propaganda. El presidente Donald Trump, en una entrevista en Fox News con Chris Wallace, dijo:
Solo miro, miro la escuela. Miro, leo, miro las cosas. Ahora quieren cambiar: en 1492, Colón descubrió América. Sabes, crecimos, creciste tú, todos lo hicimos, eso es lo que aprendimos. Ahora quieren convertirlo en el proyecto 1619. De donde vino eso? ¿Que representa? Ni siquiera lo sé.
En julio de 2020, el senador republicano Tom Cotton de Arkansas propuso la "Ley para salvar la historia estadounidense de 2020", que prohíbe a las escuelas K-12 utilizar fondos federales para enseñar el plan de estudios relacionado con el proyecto 1619 y hacer que las escuelas que sí lo hicieron no sean elegibles para el desarrollo profesional federal. subsidios. Cotton agregó que "El Proyecto 1619 es un relato de la historia racialmente divisivo y revisionista que amenaza la integridad de la Unión al negar los verdaderos principios sobre los que se fundó". El 6 de septiembre de 2020, Trump respondió en Twitter a una afirmación de que el estado de California estaba agregando el proyecto 1619 al plan de estudios de las escuelas públicas del estado. Trump declaró que el Departamento de Educación estaba investigando el asunto y, si la afirmación antes mencionada se consideraba cierta,  retendría la financiación federal de las escuelas públicas de California. El 17 de septiembre, Trump anunció la Comisión de 1776 para desarrollar un plan de estudios "patriótico".
En octubre de 2020, la Asociación Nacional de Académicos, un grupo de defensa no partidista, publicó una carta abierta con 21 signatarios pidiendo a la Junta del Premio Pulitzer que rescindiera el premio de Hannah-Jones debido a su afirmación de que "proteger la institución de la esclavitud era un motivo principal para la Revolución Americana, una afirmación para la que simplemente no hay evidencia ".
En noviembre de 2020, el entonces presidente Trump estableció la " Comisión 1776 " por orden ejecutiva, organizando a 18 líderes conservadores para generar una respuesta opuesta al Proyecto 1619. El Informe 1776, publicado el 18 de enero de 2021, fue ampliamente criticado por errores fácticos, citas incompletas o faltantes y falta de rigor académico. La comisión fue terminada por el presidente Joe Biden el 20 de enero de 2021.
El 30 de abril de 2021, el líder de la minoría del Senado de los Estados Unidos , Mitch McConnell, envió una carta al secretario de Educación Miguel Cardona en protesta por la propuesta del Departamento de Educación de modificar las subvenciones federales a las escuelas estatales y locales para "incentivarlas a utilizar herramientas como el Proyecto 1619 en sus aulas "y exigiendo que se abandone la propuesta. La carta de McConnell acusa que los programas se están modificando "lejos de sus propósitos previstos hacia una agenda politizada y divisiva" y señala que "historiadores reales, capacitados y acreditados con diversas opiniones políticas han desacreditado los muchos errores fácticos e históricos del proyecto".

### Premios
La creadora del proyecto, Nikole Hannah-Jones, recibió el Premio Pulitzer de comentario 2020 por el ensayo introductorio del Proyecto 1619. El premio citó su "ensayo arrollador, provocativo y personal para el innovador Proyecto 1619, que busca colocar la esclavitud de los africanos en el centro de la historia de Estados Unidos, lo que provocó una conversación pública sobre la fundación y evolución de la nación".
En octubre de 2020, el Instituto de Periodismo Arthur L. Carter de la Universidad de Nueva York nombró al Proyecto 1619 como una de las 10 mejores obras de periodismo en la década de 2010 a 2019.

## Otras lecturas
- Jesuthasan, Meerabelle (10 de septiembre de 2019). «Evaluating and Reshaping Timelines in The 1619 Project: New York Times for Kids Edition [lesson plans]». The New York Times.
- Magness, Phillip (2020). The 1619 Project: A Critique. Instituto estadounidense de investigación económica (AIER). p. 148. ISBN 978-1630692018.
- Mysore, Meghana (16 de agosto de 2019). «The New York Times Magazine Presents 'The 1619 Project' Onstage». Pulitzer Center.
- Schulte, Mark (12 de agosto de 2019). «The 1619 Project: Pulitzer Center Education Programming». Pulitzer Center.
- Wood, Peter (2020). 1620: A Critical Response to the 1619 Project. Encounter Books. p. 264. ISBN 978-1641771245.

### Implementación en escuelas
- “Las 1619 Chispas de Proyecto Diálogo y Reflexión en Escuelas Nationwide.” Pulitzer Centro (20 de diciembre de 2019).
- “1619 Proyecto.” #Búfalo Escuelas Públicas (2019 diciembre).
- “El 1619 Proyecto y Chicago Escuelas Públicas.” Chicago Escuelas Públicas (17 de septiembre de 2019).
- “Pulitzer Centro encima la crisis que Informa: 2019 Informe Anual.” Pulitzer Centro (2020).
- “‘Vuestra historia es en el textbooks. El nuestro no es.' Escuelas de #búfalo adoptan El 1619 Proyecto.” WBFO. NPR (17 de enero de 2020).

- Datos: Q66438352
- Multimedia: 1619 project / Q66438352